# Rencontres cinématographiques et numériques de Cotonou
Les Rencontres cinématographiques et numériques de Cotonou (ReCiCo) est un festival de cinéma béninois créé en 2019 par Dimitri Fadonougbo.

## Description
Les Recico est un festival annuel de cinéma initié par le Béninois Dimitri Fadonougbo.
La première édition eu lieu en septembre 2019 autour du thème « Cinéma, un art et industrie, gage sûr pour le développement ». Des prix ont été décernés à des acteurs du cinéma africain à l'évaluation d'un jury composé de Jacques Béhanzin, Florisse Adjanohoun, Akambi Akala et Djaz.

### Prix 2019

#### Grand Prix Paulin Vieyra du meilleur long métrage
- Nommés : Biyondo de Pierre-Claver Tossou et Prince Ogoudjobi, Desrance de Apolline Traoré, Le grand tournant d'Alain Déguénon et Exécute Mivékanne, Le voyage des oubliés de Sénami Kpètèhogbé, Owo Oba, la récade de Zoundji de Roger Nahum et Samson Adjaho[1]
- Gagnant : Desrances d'Apolline Traoré[3]

#### Meilleur court métrage
- Nommés : Batouré tem de Kocou Yémadjê, Colis 9 de Gildas Adamou, Suru de Kismath Baguiri, Un air de kora d' Angèle Dabiang, La trace[1]
- Gagnant : Un air de kora d'Angèle Dabiang[3]

#### Prix Spécial du Jury Général Mathieu Kérékou
- Gagnant : Le Grand tournant d'Alain Déguénon[3]

#### Prix Patrice Talon de la meilleure actrice
- Gagnante : Florisse Adjanohoun[3]

Dimitri Fadonougbo annonce le 24 juin 2020 le lancement de la deuxième édition des Recico autour du thème « Cinéma, Art et Économie ». Cependant, cette édition ainsi que celle de 2021 finissent par être annulées du fait de la crise sanitaire le Covid19.